# 1977年塞舌爾政變

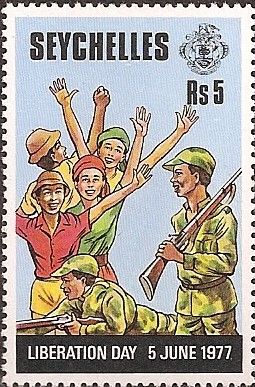
1977年塞舌爾政變紀念郵票

1977年塞席爾政變，是1977年6月4日至5日在東非和印度洋國家塞舌爾發生的一場幾乎不流血的政變。60-200名塞舌爾人民聯合黨的支援者在坦尚尼亞接受培訓，推翻了塞席爾民主黨的詹姆斯·曼卡姆爵士，當時他正在英國倫敦參加英聯邦政府首腦會議。

## 政變
叛亂分子控制了首都維多利亞所在的主島馬埃島上的戰略要地。中央警局幾乎不發一槍就被攻下。相反，在存放軍火的Mont Fleury警局發生了槍戰。在戰鬥中，一名警員和一名叛亂分子被殺。
政變策劃者逮捕了六名英國軍官，他們自1976年塞席爾獲得獨立以來一直為塞席爾警方提供建議。這些官員及其家屬以及塞席爾最高法院首席大法官、愛爾蘭裔法官艾登·奧布萊恩·奎因被驅逐到歐洲。

## 事後
塞舌爾人民聯合黨的領導人和總理弗朗斯-阿尔贝·勒内否認他知道政變計劃，但在6月5日，他宣誓就任總統並組建了新政府。
1977年6月13日政變領導人發佈公告暫停憲法，並通過法令賦予了勒內制定法律的權力。1977年6月28日的另一份公告廢除了憲法，取而代之的是取消議會並將所有立法權移交給總統。1979年，制定了另一部憲法。
勒內是1979年、1984年和1989年選舉中唯一的總統候選人，他以超過90%的選票獲勝。